# Кайахога (округ)
Округ Кайахога (англ. Cuyahoga County) располагается в штате Огайо, США. Официально образован в 1807 году. По состоянию на 2013 год, численность населения составляла 1 263 154 человека.

## География
По данным Бюро переписи США, общая площадь округа равняется 3 226,081 км², из которых 1 184,123 км² — суша и 2 041,958 км² или 63,300 % — это водоёмы.

### Города
- Кливленд
- Бей-Виллидж[англ.]
- Бентливилл[англ.]
- Бичвуд[англ.]
- Братенал[англ.]
- Брексвилл[англ.]
- Ист-Кливленд[англ.]
- Кливленд-Хайтс
- Лейквуд
- Линдхерст[англ.]
- Мейфилд[англ.]
- Мейфилд-Хайтс
- Морленд-Хилс[англ.]
- Норт-Ройалтон[англ.]
- Ориндж[англ.]
- Парма
- Пеппер-Пайк[англ.]
- Солон[англ.]
- Стронгсвилл
- Шейкер-Хайтс[англ.]
- Юклид
- Юниверсити-Хайтс[англ.]

## Население
По данным переписи населения 2010 года в округе проживает 1 280 122 жителей в составе 571 457 домашних хозяйств и 319 996 семей. Плотность населения составляет 1 081,00 человек на км². На территории округа насчитывается 621 763 жилых строений, при плотности застройки около 520,00-ти строений на км². Расовый состав населения: белые — 63,60 %, афроамериканцы — 29,70 %, коренные американцы (индейцы) — 0,20 %, азиаты — 2,60 %, гавайцы — 0,90 %, представители других рас — 0,70 %, представители двух или более рас — 0,30 %. Испаноязычные составляли 4,80 % населения независимо от расы.
Есть большая русская диаспора, особенно в Бичвуде, Мейфилд-Хайтсе и Солоне.
В составе 28,50 % из общего числа домашних хозяйств проживают дети в возрасте до 18 лет, 42,40 % домашних хозяйств представляют собой супружеские пары проживающие вместе, 15,70 % домашних хозяйств представляют собой одиноких женщин без супруга, 37,90 % домашних хозяйств не имеют отношения к семьям, 32,80 % домашних хозяйств состоят из одного человека, 12,10 % домашних хозяйств состоят из престарелых (65 лет и старше), проживающих в одиночестве. Средний размер домашнего хозяйства составляет 2,39 человека, и средний размер семьи 3,06 человека.
Возрастной состав округа: 25,00 % моложе 18 лет, 8,00 % от 18 до 24, 29,30 % от 25 до 44, 22,20 % от 45 до 64 и 22,20 % от 65 и старше. Средний возраст жителя округа 37 лет. На каждые 100 женщин приходится 89,50 мужчин. На каждые 100 женщин старше 18 лет приходится 85,20 мужчин.
Средний доход на домохозяйство в округе составлял 43 603 USD, на семью — 58 631 USD. Среднестатистический заработок мужчины был 0 USD против 0 USD для женщины. Доход на душу населения составлял 26 263 USD. Около 10,30 % семей и 13,10 % общего населения находились ниже черты бедности, в том числе — 19,40 % молодежи (тех, кому ещё не исполнилось 18 лет) и 9,30 % тех, кому было уже больше 65 лет.